# Озеро Долгое (муниципальный округ)

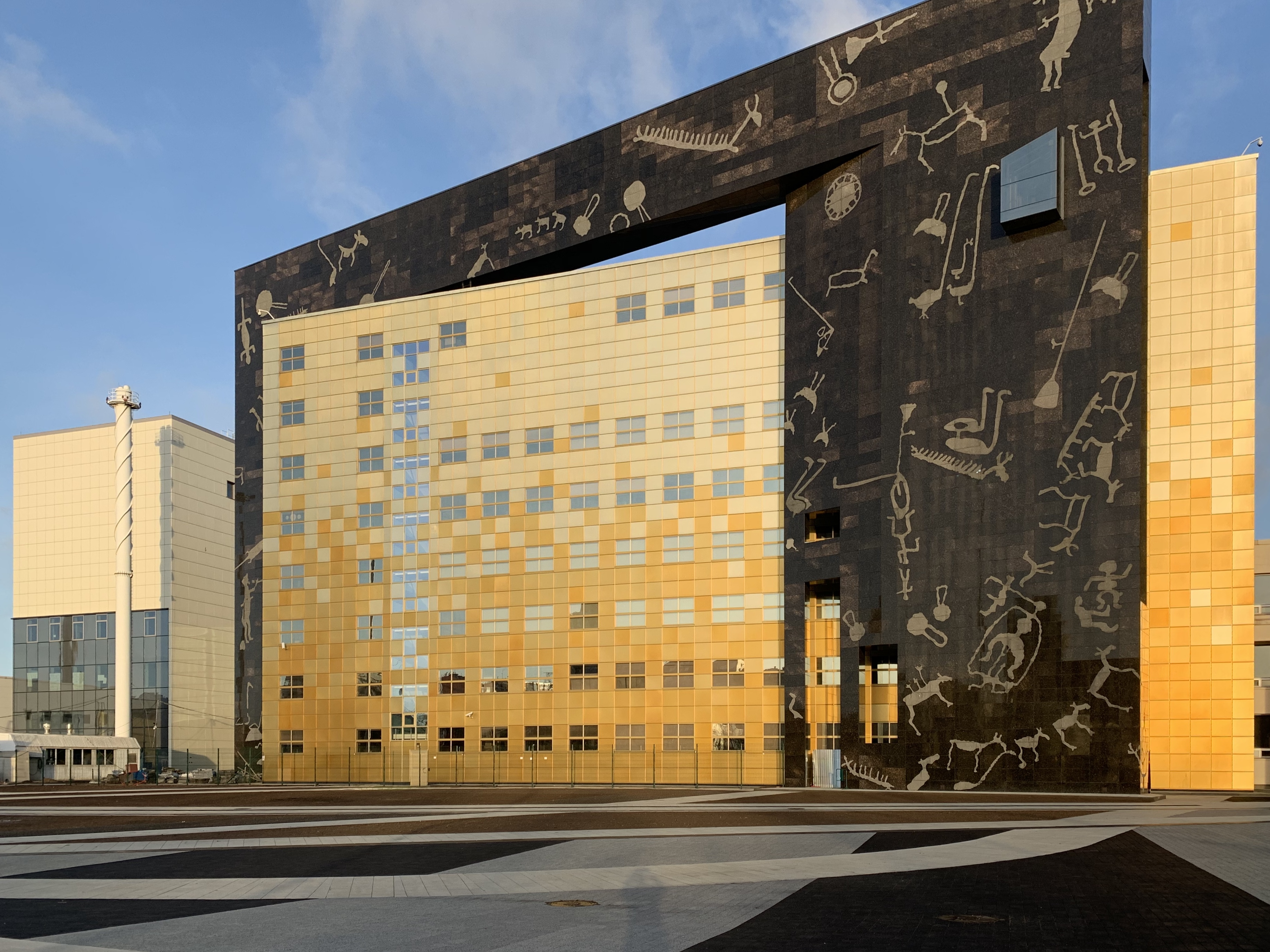
Фондохранилище Эрмитажа

О́зеро До́лгое — муниципальный округ в составе Приморского района Санкт-Петербурга.
Название округа происходит от названия одноимённого озера Долгого, расположенного на его территории.

## География
Муниципальное образование Муниципальный округ Озеро Долгое расположено в юго-восточной части Приморского района и находится в центральной части территории его жилой застройки. Территория округа является буферной зоной между Чернореченской промышленной зоной и «спальной частью» Приморского района.
На территории округа находятся 3 водоёма: озеро Долгое, Чёрная речка, артезианский источник «Скважина Байконурская».
Границы округа пролегают:
- от пересечения северной стороны полосы отвода Сестрорецкого направления железной дороги с Торфяной дорогой по оси Торфяной дороги на север до Гаккелевской улицы;
- по оси Гаккелевской улицы до Камышовой улицы;
- по оси Камышовой улицы до Планерной улицы;
- по оси Планерной улицы до Долгоозёрной улицы;
- по оси Долгоозёрной улицы до Парашютной улицы;
- по оси Парашютной улицы до Байконурской улицы;
- по оси Байконурской улицы до Чёрной речки (в месте примыкания улицы Генерала Хрулёва);
- по оси Чёрной речки до северной стороны полосы отвода Сестрорецкого направления железной дороги;
- по северной стороне полосы отвода Сестрорецкого направления железной дороги до Торфяной дороги.

## Население
| 2002    | 2010    | 2012     | 2013     | 2014    | 2015    | 2016    |
| ------- | ------- | -------- | -------- | ------- | ------- | ------- |
| 78 714  | ↗89 932 | ↗92 256  | ↘92 225  | ↗94 423 | ↗96 132 | ↗97 191 |
| 2017    | 2018    | 2019     | 2020     | 2021    | 2023    | 2025    |
| ↗98 061 | ↗99 782 | ↗100 152 | ↗100 744 | ↘90 767 | ↗91 272 | ↗92 572 |